# Подмаско, Валерий Борисович
Валерий Борисович Подмаско (род. 3 ноября 1958 года в городе Мытищи Московской области, РСФСР, СССР) — советский и российский учёный, политический деятель, депутат Государственной Думы ФС РФ первого созыва (1993—1995), первый заместитель руководителя Представительства Хабаровского края при Президенте и Правительстве РФ, заместитель председателя Государственного комитета РФ по делам Севера (1996—1998), кандидат сельскохозяйственных наук.

## Биография
В 1981 году получил высшее образование по специальности «инженер лесного хозяйства» на факультете лесного хозяйства и озеленения городов в Московском лесотехническом институте. С 1981 по 1984 год работал в Московской аэрокосмической лесоустроительной экспедиции в Амурской области инженером-таксатором. С 1984 по 1988 год работал в лесном хозяйстве Всесоюзного НИИ лесоводства и механизации лесного хозяйства Гослесхоза СССР младшим научным сотрудником лаборатории математических методов и лаборатории недревесной продукции леса и лесной фауны.
В 1989 году окончил аспирантуру НИИ лесоводства и механизации лесного хозяйства, защитил диссертацию кандидата сельскохозяйственных наук. С 1989 по 1990 год работал главным специалистом Главного научно-технического управления Государственного комитета СССР по лесу. С 1990 по 1992 год работал в Дальневосточном НИИ лесного хозяйства заведующим лабораторией лесной политики и методологии государственного контроля в лесном хозяйстве. С 1992 по 1993 год работал начальником отдела природных ресурсов, заместителем председателя Фонда имущества Хабаровского края.
В 1993 году избран депутатом Государственной думы Федерального Собрания Российской Федерации первого созыва от Хабаровского одномандатного избирательного округа № 58. В Государственной думе был заместителем председателя Комитета по природным ресурсам и природопользованию, входил в депутатскую группу «Стабильность».
В 1996 году работал в Представительстве Хабаровского края при Президенте и Правительстве РФ первым заместителем руководителя, в 1996 году работал помощником члена Совета Федерации — главы Администрации Хабаровского края В. И. Ишаева. В 1998 году работал в Государственном комитете РФ по делам Севера в должности заместителя председателя. В 2003 году работал адвокатом, был вице-президентом Фонда регионального законодательства.

## Награды
- Медаль «В память 850-летия Москвы»[2]
- Благодарность Президента Российской Федерации"[2]